# Cibalia (stadion)
Stadion Cibalia – stadion w Chorwacji, znajdujący się w mieście Vinkovci. Na tym stadionie swoje mecze rozgrywa miejscowa drużyna Cibalia Vinkovci. Stadion może pomieścić około 10 000 widzów, z czego 3 700 miejsc to miejsca siedzące i jest usytuowany w południowej części miasta niedaleko rzeki Bosut. Obiekt ten został wybudowany w 1966 roku, a w latach 1982, 2003 i 2008 przechodził renowacje. Do 1992 roku stadion nosił nazwę Stadion Mladosti. W sezonie 2010/11 na stadionie Cibalia swoje mecze rozgrywała także drugoligowy klub NK MV Croatia Slavonski Brod.